# Ткаченко Ілля Іванович (Герой Радянського Союзу, Одеська область)
Ілля Іванович Ткаченко (нар. 22 липня 1914 — пом. 10 серпня 1979) — радянський військовик часів Другої світової війни, командир штурмової роти 550-го стрілецького полку 126-ї стрілецької дивізії (54-й стрілецький корпус, 43-я армія, 3-й Білоруський фронт), старший лейтенант. Герой Радянського Союзу (1945).

## Життєпис
Народився 22 липня 1914 року в селі Яськи Біляївської волості Одеського повіту Херсонської губернії (нині Біляївського району Одеської області) в селянській родині. Українець. Закінчив семирічку і Одеський сільськогосподарський технікум, працював трактористом у МТС.
З 1936 по 1938 роки проходив дійсну військову службу в лавах РСЧА. Учасник боїв на озері Хасан. Після демобілізації мешкав в Одесі, працював на машинобудівному заводі імені Жовтневої революції, навчався в радпартшколі. Член ВКП(б) з 1940 року.
Вдруге призваний до лав РСЧА 26 червня 1941 року Воднотранспортним РВК м. Одеси. У діючій армії з 25 липня того ж року. Воював на Південному, Сталінградському, 4-у Українському, 1-у Прибалтійському і 3-у Білоруському фронтах. Двічі був поранений.
Особливо командир штурмової роти старший лейтенант І. І. ткаченко відзначився під час штурму Кенігсбергу. 7 квітня 1945 року особисто повів у бій ввірену йому роту на потужний форт № 5, що прикривав ближні підступи до міста. З допомогою штурмового містка першим форсував водний канал довкола форту і закріпився з групою бійців на прилеглому березі, що дало змогу форсувати канал решті бійців роти. З метою відволікти увагу ворога, що перебував у обороні, вирішив здійснити відволікаючий маневр в напрямку однієї з амбразур. Поставивши завдання командирам груп, старший лейтенант Ткаченко з трьома бійцями по-пластунськи, під щільним кулеметним вогнем супротивника, поповз до наміченої амбразури, відволікаючи увагу ворога. Цей маневр дав змогу основним силам роти блокувати центральну частину форту. Під час бою отримав важке поранення, але не полишив поле бою до завершення бойової операції.
1946 року вийшов у запас. Повернувся до Одеси, у 1948 році закінчив Одеську юридичну школу. Працював на митниці, згодом — на теплоході «Ашхабад», в промкомбінаті Чорноморського морського пароплавства.
Помер 10 серпня 1979 року. Похований на Таїровському кладовищі.

## Нагороди
Указом Президії Верховної Ради СРСР від 19 квітня 1945 року «за зразкове виконання бойових завдань командування на фронті боротьби з німецькими загарбниками та виявлені при цьому відвагу і героїзм», старшому лейтенантові Ткаченку Іллі Івановичу присвоєне звання Героя Радянського Союзу з врученням ордена Леніна і медалі «Золота Зірка» (№ 5513).
Також був нагороджений орденом Червоної Зірки (29.03.1945) і медалями.